# Рафаель Естрелья Уренья
Хуан Рафаель Естрелья Уренья (ісп. Rafael Estrella Ureña‎‎‎‎; 10 листопада 1889 — 25 травня 1945) — домініканський правник і політик, виконував обов'язки президента країни з березня до серпня 1930 року, після чого зайняв пост віце-президента в кабінеті Рафаеля Трухільйо (до 1932).

## Життєпис
У юному віці зі своєю родиною переїхав до Санто-Домінго, де він навчався у місцевому університеті.
За часів президентства Еладіо Вікторії займав радикальну опозиційну позицію до його влади. Був обурений через вбивство Рамона Касереса. Згодом був одним із організаторів змови проти правління того ж Вікторії, заснувавши разом з іншими однодумцями Ліберально-реформістську партію. Зрештою Уренья був заарештований.
1924 року цілковито підтримував Орасіо Васкеса. 1925 заснував Республіканську партію й отримав пост у департаменті юстиції. Утім 1930 року Естрелья вступив до змови з головнокомандувачем збройних сил Рафаелем Трухільйо з метою усунення Васкеса від влади. Коли Естрелья вирушив на Санто-Домінго, президент наказав Трухільйо виступити проти нього. Однак, удаючи "нейтралітет, " Трухільйо утримував своїх людей у казармах, тим самим дозволивши повстанцям безперешкодно увійти до столиці. 3 березня Естрелья був проголошений тимчасовим президентом, а Трухільйо зберіг пост очільника армії та поліції. Відповідно до укладеної угоди Трухільйо став кандидатом на пост глави держави й переміг на виборах. Після вступу останнього на посаду Естрелья отримав пост віце-президента, який займав до 1932.
Помер 25 травня 1945 року під час хірургічної операції. Деякі джерела вважають, що Трухільйо підкупив одну з медичних сестер, аби та зробила так, щоб Естрелья не вижив. З іншого боку, після смерті колишнього президента Трухільйо оголосив у країні триденну жалобу.